# Сборная Узбекистана по регби
Сборная Узбекистана по регби — команда, представляющая Узбекистан на международных соревнованиях по регби. В 2019 году сборная играли в Азиатском Дивизионе 3C. Первые матчи провела на Азиатском Кубке пяти наций в 2008. Матчи проводит на стадионе «Дустлик» в Ташкентской области

## Известные игроки
- Абдуворис Каримов[4]
- Достон Арзыкулов[4]
- Радик Талипов[4]
- Максим Лифонтов[4]

## Тренеры
- Малхаз Маглаперидзе[5]
- Андре Хуман (тренер-консультант)[4][6][7]